# طباعة شعبية
المطبوعات الشعبية هي مصطلح يشير إلى الصور المطبوعة ذات الجودة الفنية المنخفضة بشكل عام والتي تم بيعها بثمن بخس في أوروبا وفيما بعد في العالم الجديد من القرن الخامس عشر إلى القرن الثامن عشر ، غالبًا مع النصوص والصور. كانوا من أوائل الأمثلة على وسائل الإعلام. بعد حوالي عام 1800 ، زادت أنواع وكمية الصور بشكل كبير ، ولكن عادة ما تستخدم مصطلحات أخرى لتصنيفها.

## القرن الخامس عشر
منذ حوالي عام 1400 ، بدأت "ثورة بصرية غمرت أوروبا بالصور خلال القرن الخامس عشر" (الحقل) حيث تم  تطبيق تقنية النقش الخشبي على الورق ، الذي تم تصنيعه الآن في أوروبا المسيحية ، بدلاً من استيراده من إسبانيا الإسلامية. في القرن الخامس عشر ، كانت الغالبية العظمى من هذه الصور دينية ، إذ تم استبعاد أوراق اللعب. تم بيعها في الكنائس والمعارض وأماكن الحج. تم تلوين معظمها ، عادة بشكل فج ، باليد أو لاحقًا بواسطة المرسام. نجا أحد الرسوم الكاريكاتورية السياسية المتعلقة بأحداث 1468-1470 في عدة نسخ مختلفة (العديد من السنوات اللاحقة). الطباعة الرئيسية القديمة هي مصطلح يتضمن في هذه الفترة المطبوعات الشعبية ، ولكنه يقتصر لاحقًا على المطبوعات الفنية البحتة والأكثر تكلفة.
على الرغم من أن المعلومات المبكرة عن الأسعار غير موجودة تقريبًا ، فمن الواضح من عدد من المصادر أن القطع الخشبية الصغيرة كانت ميسورة التكلفة على الأقل من قبل الطبقة العاملة في المناطق الحضرية ، وكثير من طبقة الفلاحين أيضًا.
خلال منتصف القرن ، أصبحت جودة الصور عادةً منخفضة جدًا ، ولكن كان هناك تحسن في النهاية ، جزئيًا لأنه كان من الضروري مواكبة جودة الصور في النقوش. كان إنشاء النقوش دائمًا أكثر تكلفة ، حيث احتاجت إلى مهارة أكبر لإنشاء اللوحة ، والتي ستستمر في انطباعات أقل بكثير من القطع الخشبية. لم يندرجوا في فئة المطبوعات الشهيرة حتى القرن التاسع عشر ، عندما جعلتها التقنيات المختلفة أرخص بكثير.

## القرن السادس عشر
كانت الجرائد ، المعروفة أيضًا باسم النطاقات العريضة ، تنسيقًا شائعًا. كانت عادة عبارة عن أوراق مفردة بأحجام مختلفة ، وعادة ما تباع من قبل الباعة الجائلين. شكل آخر هو الكتاب الصغير ، وعادة ما يكون عبارة عن ورقة واحدة مقطوعة أو مطوية لعمل كتيب أو كتاب صغير. في إسبانيا كان هناك بليقوز(أوراق)، وفي البرتغال ورقة فلاير، وفي بلدان أخرى أسماء مختلفة. غطت هذه مجموعة كبيرة ومتنوعة من المواد ، بما في ذلك الصور والتاريخ الشعبي والتعليقات السياسية أو الهجاء والأخبار والتقويم (من حوالي 1470) والقصائد والأغاني. يمكن أن يكون لهم نفوذ سياسي كبير ، وغالبًا ما يتم دعمهم من قبل الفصائل السياسية لأغراض دعائية. نرى النطاقات العريضة (الموسيقى) لاستخدامها الموسيقي. أدى الإصلاح إلى زيادة كبيرة في سوق المطبوعات الساخرة والجدل في جميع المقاطعات المتضررة. أنتجت الحروب الدينية في فرنسا ، وفي إنجلترا الحرب الأهلية الإنجليزية والاضطرابات السياسية بعد الاستعادة كميات هائلة من الدعاية والجدل ، في الصور وكذلك النصوص.
على الرغم من إصدارها في كثير من الأحيان بأعداد كبيرة ، كان معدل بقائها منخفضًا للغاية ، وهي الآن نادرة جدًا ، حيث لم ينجو معظمها على الإطلاق. وقد تم إثبات ذلك من خلال تحليل سجلات شركة قرطاسية لندن من عام 1550 فصاعدًا ؛ كانت بعض الكتل مطبوعة لأكثر من قرن من الزمان مع عدم وجود نسخ موجودة الآن. تم لصقها بشكل شائع على جدران الغرف. كان الورق لا يزال باهظ الثمن بما يكفي لاستخدام جميع قطع الغيار المتاحة في المرحاض. واحدة من أكبر المجموعات الباقية مع 439 مطبوعة هي ويكيانا في مكتبة زيورخ المركزية.

## بعد 1600
بدأت الصحف في أوائل القرن السابع عشر كشكل راقٍ ومكلف من الجرائد العريضة (لا يزال مصطلحًا لصحيفة كبيرة الحجم). جاء الأول باللغة الإنجليزية عام 1620 خلال هذا القرن ، أصبحت الكتب أيضًا أرخص بكثير وبدأت تحل محل بعض أنواع المطبوعات الشعبية. استمرت هذه الاتجاهات خلال القرن التالي ، وعلى الرغم من أن معظم الأنواع التقليدية للطباعة الشعبية استمرت حتى القرن التاسع عشر أو ما بعده ، إلا أنها كانت بحلول ذلك الوقت جزءًا من ثقافة طباعة أوسع بكثير ، ولم يتم استخدام المصطلح بشكل عام لها. أحد أنواع المطبوعات التي استمرت حتى القرن العشرين هو الأدب الكوردل البرازيلي ("أدب الوتر" - معلق على سلاسل من قبل البائعين) الذي يستمر في استخدام النقوش الخشبية ، وهو جزء من تقليد مستمر يعود إلى الكتاب البرتغالي بابيل فولانتوف القرن السابع عشر. كانت مطبوعات لوبوك في روسيا متغيرًا محليًا آخر.
تم العثور على مطبوعات كاريكاتورية سياسية للبيع كأوراق مفردة في وقت مبكر من القرن الخامس عشر ولكنها وصلت إلى ذروة شعبيتها في معظم أنحاء أوروبا في القرن الثامن عشر وأوائل القرن التاسع عشر ، قبل أن ينتقل النموذج إلى الصحف والمجلات. قبل كل شيء ، كانت شائعة في إنجلترا ، حيث كانت درجة عالية من حرية الصحافة تعني أن محلات الطباعة المخصصة ، التي غالبًا ما تعمل أيضًا كناشر ، يمكنها أن تبيع وتعرض علانية صورًا لاذعة للعائلة المالكة والسياسيين الحكوميين ، وهي شركة كان يجب أن يظل "تحت العداد" في معظم أنحاء أوروبا.

## أنظر أيضا
- المطبوعات القديمة التي تغطي المطبوعات الفنية.
- نقش الخط ذو صلة أيضًا.
- الطباعة لجميع تقنيات الطباعة

## ملاحظة
1. ↑  تاريخ موجز للصحيفة البريطانية (بالإنجليزية). مكتبة جريدة المكتبة البريطانية. 2006. Archived from the original on 2022-03-23. Retrieved 2023-01-08.{{استشهاد بكتاب}}:  صيانة الاستشهاد: BOT: original URL status unknown (link)

## روابط خارجية
- المطبوعات والأشخاص: تاريخ اجتماعي للصور المطبوعة ، كتالوج معرض من متحف متروبوليتان للفنون (متاح بالكامل على الإنترنت كملف PDF)